# Athripsodes iltschi
Athripsodes iltschi là một loài Trichoptera trong họ Leptoceridae. Chúng phân bố ở miền Cổ bắc.